# Than To (huyện)
Than To (tiếng Thái: ธารโต) là một huyện (amphoe) ở phía nam của tỉnh Yala, miền nam Thái Lan.

## Lịch sử
Đơn vị tambon Mae Wat được tách ra từ Bannang Sata vào ngày 9 tháng 6 năm 9 1975 và thành lập tiểu huyện (king amphoe) Than To. Đơn vị này đã được nâng cấp thành huyện ngày 13 tháng 7 năm 1981.

## Địa lý
Các huyện giáp ranh (từ phía bắc theo chiều kim đồng hồ) là: Bannang Sata của tỉnh Yala, Si Sakhon của tỉnh Narathiwat, Betong of tỉnh Yala và bang Kedah của Malaysia.

## Hành chính
Huyện này được chia thành 4 phó huyện (tambon), các đơn vị này lại được chia ra thành 33 làng (muban). Thị trấn (thesaban tambon) của Khok Chang nằm trên một phần của tambon Mae Wat.
| \| STT. \| Tên \| Tên Thái \| Số làng \| Dân số \| \| \| ---- \| ---------- \| -------- \| ------- \| ------ \| \| \| 1. \| Than To \| ธารโต \| 7 \| 4.590 \| \| \| 2. \| Ban Rae \| บ้านแหร \| 11 \| 6.538 \| \| \| 3. \| Mae Wat \| แม่หวาด \| 8 \| 7.705 \| \| \| 4. \| Khiri Khet \| คีรีเขต \| 7 \| 2.490 \| \| | Map of Tambon |          |         |        |  |
| STT. | Tên           | Tên Thái | Số làng | Dân số |  |
| 1. | Than To       | ธารโต    | 7       | 4.590  |  |
| 2. | Ban Rae       | บ้านแหร   | 11      | 6.538  |  |
| 3. | Mae Wat       | แม่หวาด   | 8       | 7.705  |  |
| 4. | Khiri Khet    | คีรีเขต    | 7       | 2.490  |  |